# اوبررایدن‌باخ
اوبرایدنباخ (به آلمانی: Oberreidenbach) یک شهر در آلمان است که در بیرکنفلد واقع شده‌است. اوبرایدنباخ ۶۰۰ نفر جمعیت دارد.